# Taekwondo aux Jeux olympiques d'été de 2020
Navigation
Rio de Janeiro 2016 Paris 2024
Les épreuves de taekwondo aux Jeux olympiques d'été de 2020 devaient se dérouler au Makuhari Messe de Chiba, près de Tokyo au Japon, du 25 au 28 juillet 2020, et ont été reportées du 24 au 27 juillet 2021. Il s'agit de la 6e apparition du taekwondo aux Jeux olympiques.

## Organisation

### Désignation du pays hôte
Le 23 mai 2012, le Comité international olympique sélectionne trois villes candidates, qui sont les trois villes ayant demandé à organiser les Jeux olympiques. Il s'agit d'Istanbul, Madrid et Tokyo.
Le 7 septembre 2013, lors de la 125e session du CIO à Buenos Aires, les membres du Comité élisent Tokyo lors du second tour du scrutin, avec 60 voix sur 96 votants.

### Lieu de la compétition

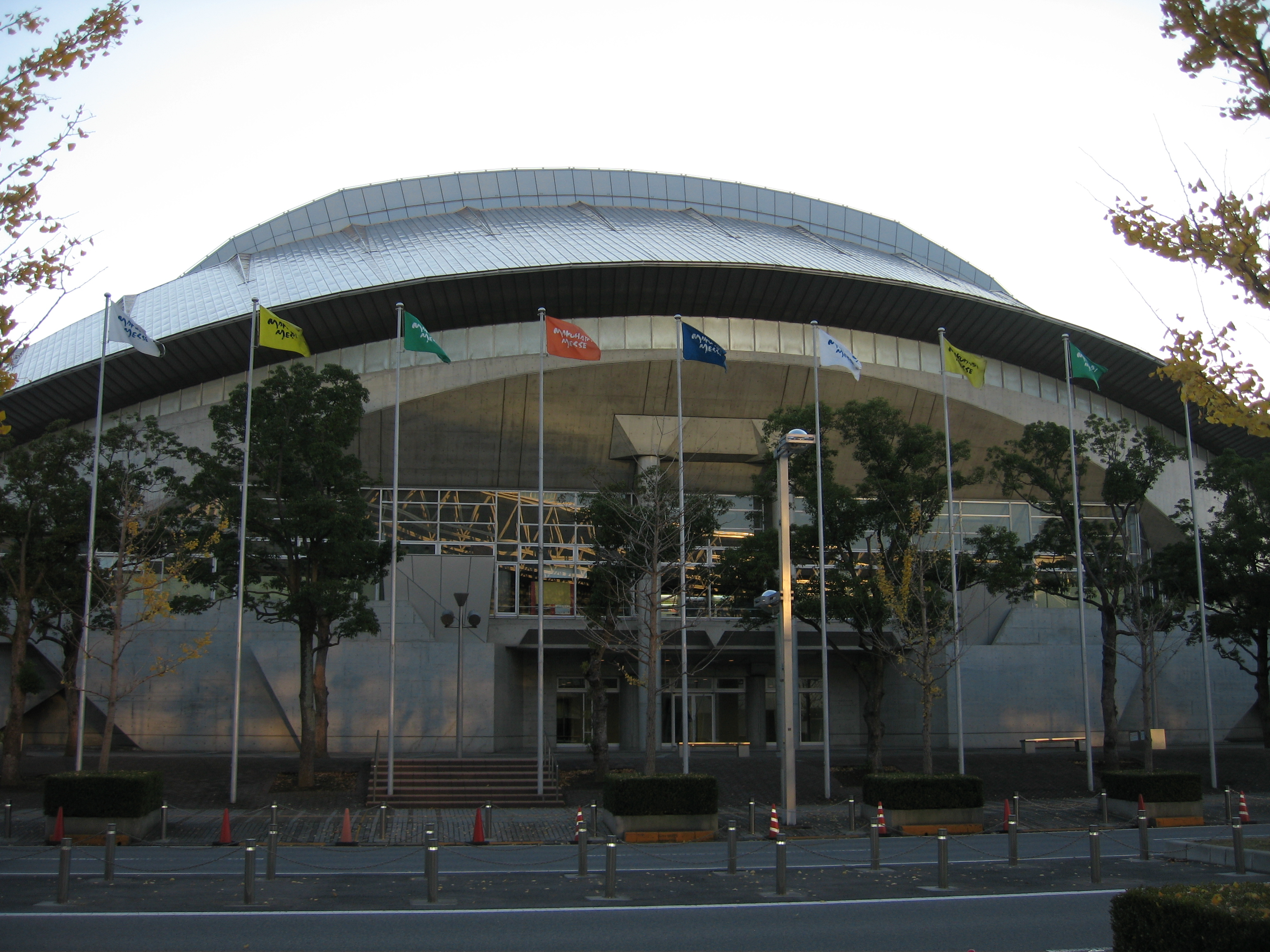
Le Makuhari Messe de Chiba.

Le palais des congrès du Makuhari Messe, situé dans la ville de Chiba à une quarantaine de kilomètres au Sud-Est de Tokyo, a été construit en 1986 et inauguré le 9 octobre 1989. Il se compose de onze halls d'exposition pour une superficie totale de près de 79 000 m2 et accueille régulièrement concerts et autres évènements tels que le Tokyo Auto Salon ou le Tokyo Game Show.

### Calendrier
Tous les événements ont lieu lors de deux sessions par jour, une l'après-midi et une le soir.
| ⅛ | 1/8e de finale | ¼ | Quarts de finale | ½ | Demi-finales | R | Repêchages | F | Finale |

| Date →                  | 24 | 24 | 24 | 24 | 24 | 25 | 25 | 25 | 25 | 25 | 26 | 26 | 26 | 26 | 26 | 27 | 27 | 27 | 27 | 27 |
| Épreuve ↓               | A  | A  | A  | S  | S  | A  | A  | A  | S  | S  | A  | A  | A  | S  | S  | A  | A  | A  | S  | S  |
| ----------------------- | -- | -- | -- | -- | -- | -- | -- | -- | -- | -- | -- | -- | -- | -- | -- | -- | -- | -- | -- | -- |
| Hommes - Moins de 58 kg | ⅛  | ¼  | ½  | R  | F  |    |    |    |    |    |    |    |    |    |    |    |    |    |    |    |
| Hommes - Moins de 68 kg |    |    |    |    |    | ⅛  | ¼  | ½  | R  | F  |    |    |    |    |    |    |    |    |    |    |
| Hommes - Moins de 80 kg |    |    |    |    |    |    |    |    |    |    | ⅛  | ¼  | ½  | R  | F  |    |    |    |    |    |
| Hommes - Plus de 80 kg  |    |    |    |    |    |    |    |    |    |    |    |    |    |    |    | ⅛  | ¼  | ½  | R  | F  |
| Femmes - Moins de 49 kg | ⅛  | ¼  | ½  | R  | F  |    |    |    |    |    |    |    |    |    |    |    |    |    |    |    |
| Femmes - Moins de 57 kg |    |    |    |    |    | ⅛  | ¼  | ½  | R  | F  |    |    |    |    |    |    |    |    |    |    |
| Femmes - Moins de 67 kg |    |    |    |    |    |    |    |    |    |    | ⅛  | ¼  | ½  | R  | F  |    |    |    |    |    |
| Femmes - Plus de 67 kg  |    |    |    |    |    |    |    |    |    |    |    |    |    |    |    | ⅛  | ¼  | ½  | R  | F  |

## Médaillés
| Épreuves                     | Or                     | Argent                  | Bronze               |
| ---------------------------- | ---------------------- | ----------------------- | -------------------- |
| Hommes                       |                        |                         |                      |
| Poids mouches Moins de 58 kg | Vito Dell'Aquila       | Mohamed Khalil Jendoubi | Jang Jun             |
| Poids mouches Moins de 58 kg | Vito Dell'Aquila       | Mohamed Khalil Jendoubi | Mikhail Artamonov    |
| Poids légers Moins de 68 kg  | Ulugbek Rashitov       | Bradly Sinden           | Hakan Reçber         |
| Poids légers Moins de 68 kg  | Ulugbek Rashitov       | Bradly Sinden           | Zhao Shuai           |
| Poids welters Moins de 80 kg | Maksim Khramtsov       | Saleh Elsharabaty       | Seif Eissa           |
| Poids welters Moins de 80 kg | Maksim Khramtsov       | Saleh Elsharabaty       | Toni Kanaet          |
| Poids lourds Plus de 80 kg   | Vladislav Larin        | Dejan Georgievski       | In Kyo-don           |
| Poids lourds Plus de 80 kg   | Vladislav Larin        | Dejan Georgievski       | Rafael Alba Castillo |
| Femmes                       |                        |                         |                      |
| Poids mouches Moins de 49 kg | Panipak Wongpattanakit | Adriana Cerezo          | Avishag Semberg      |
| Poids mouches Moins de 49 kg | Panipak Wongpattanakit | Adriana Cerezo          | Tijana Bogdanović    |
| Poids légers Moins de 57 kg  | Anastasija Zolotic     | Tatiana Minina          | Hatice Kübra İlgün   |
| Poids légers Moins de 57 kg  | Anastasija Zolotic     | Tatiana Minina          | Lo Chia-ling         |
| Poids welters Moins de 67 kg | Matea Jelić            | Lauren Williams         | Ruth Gbagbi          |
| Poids welters Moins de 67 kg | Matea Jelić            | Lauren Williams         | Hedaya Wahba         |
| Poids lourds Plus de 67 kg   | Milica Mandić          | Lee Da-bin              | Althéa Laurin        |
| Poids lourds Plus de 67 kg   | Milica Mandić          | Lee Da-bin              | Bianca Walkden       |

## Tableau des médailles
- Pays organisateur ( Japon)

| Rang | Nation            | Or | Argent | Bronze | Total |
| ---- | ----------------- | -- | ------ | ------ | ----- |
| 1    | ROC               | 2  | 1      | 1      | 4     |
| 2    | Croatie           | 1  | 0      | 1      | 2     |
| 2    | Serbie            | 1  | 0      | 1      | 2     |
| 4    | États-Unis        | 1  | 0      | 0      | 1     |
| 4    | Italie            | 1  | 0      | 0      | 1     |
| 4    | Ouzbékistan       | 1  | 0      | 0      | 1     |
| 4    | Thaïlande         | 1  | 0      | 0      | 1     |
| 7    | Grande-Bretagne   | 0  | 2      | 1      | 3     |
| 8    | Corée du Sud      | 0  | 1      | 2      | 3     |
| 9    | Espagne           | 0  | 1      | 0      | 1     |
| 9    | Jordanie          | 0  | 1      | 0      | 1     |
| 9    | Macédoine du Nord | 0  | 1      | 0      | 1     |
| 9    | Tunisie           | 0  | 1      | 0      | 1     |
| 13   | Égypte            | 0  | 0      | 2      | 2     |
| 13   | Turquie           | 0  | 0      | 2      | 2     |
| 15   | Chine             | 0  | 0      | 1      | 1     |
| 15   | Côte d'Ivoire     | 0  | 0      | 1      | 1     |
| 15   | Cuba              | 0  | 0      | 1      | 1     |
| 15   | France            | 0  | 0      | 1      | 1     |
| 15   | Israël            | 0  | 0      | 1      | 1     |
| 15   | Taipei chinois    | 0  | 0      | 1      | 1     |